# عربية شروانية
العربية الشروانية، هي لهجةٌ عربية منقرضة، كانت محكيةً في ما يشمل اليوم وسط و شمال غرب أذربيجان (المعروفة تاريخياً بمنطقة شروان) إضافة لداغستان (جنوب روسيا).

## التاريخ
انتشرت العربية في تلك المنطقة مع وصول الفتوحات الإسلامية إليها في بدايات القرن الثامن، حيث استعملت كلغةٍ رسمية للبلاد. شهدت العربية انحداراً كبيراً بالتزامن مع الضعف الذي شهدته الخلافة في القرن الثالث عشر، ما جعلها تضمحل تدريجياً لتحل اللغتان الفارسية و الأذرية محلها. استمرت الهجرات العربية في الوصول إلى المنطقة و خاصةً من اليمن، و بالتالي، فقد استمرت الثقافة العربية في فرض تأثيرها على الشعوب التي كانت قد اعتنقت الإسلام.
آخر ذكر موثق للغة العربية الشروانية يُنسب إلى المؤرخ الأذري أباسغولو باكيكهانوف، الذي ذكر في عمله التاريخي Golestan-i Iram العائد إلى العام 1840 ما مفاده «إلى هذا اليوم مازال هناك مجموعةٌ من العرب الشروانيين الذين يتكلمون شكلاً معدّلاً من اللغة العربية». تواصل استخدام اللغة العربية حتى العام 1920 من قبل الطبقات الإقطاعية العليا، كلغةٍ ثانية أو ثالثة، كما استُعملت كلغةٍ للأدب و السياسة و المراسلات.